# Чемпионат мира по шорт-треку среди команд 1994
Чемпионат мира по шорт-треку среди команд 1994 года проходил  20 марта в Кеймбридже (Канада).

## Система состязаний
Для участия в чемпионате автоматически квалифицировались первые восемь стран по итогам кубка мира. По 4 конькобежца от каждой страны участвовало в гонках на 500 м и на 1000 м, по 2 конькобежца — в гонке на 3000 м, плюс проходило первенство в эстафете (на 3000 м для женщин, на 5000 м — для мужчин).

## Участники чемпионата

### Мужчины
| Место | Участники        | Очки |
| ----- | ---------------- | ---- |
| 1     | Республика Корея | 59   |
| 2     | Канада           | 54   |
| 3     | Италия           | 40   |
| 4     | США              | 31   |
| 5     | Япония           | 22   |
| 6     | Норвегия         | 17   |
| 7     | Великобритания   | 12   |

### Женщины
| Место | Участники        | Очки |
| ----- | ---------------- | ---- |
| 1     | Канада           | 61   |
| 2     | Республика Корея | 46   |
| 3     | Италия           | 34   |
| 4     | США              | 32   |
| 5     | Нидерланды       | 24   |
| 6     | Япония           | 14   |

## Призёры чемпионата

### Мужчины
| Дисциплина | Золото                                                   | Серебро                                                             | Бронза                                                                     |
| ---------- | -------------------------------------------------------- | ------------------------------------------------------------------- | -------------------------------------------------------------------------- |
| Команды    | Ким Ки Хун Ли Джун Хо Чхэ Джи Хун Чхун Джэ Мок Ли Сун Ук | Марк Ганьон Фредерик Блэкберн Деррик Кэмпбелл Стивен Гоф Денис Муро | Орацио Фагоне Мирко Вюллермин Хуго Херрнхоф Диего Каттани Маурицио Карнино |

### Женщины
| Дисциплина | Золото                                                                  | Серебро                                              | Бронза                                                                       |
| ---------- | ----------------------------------------------------------------------- | ---------------------------------------------------- | ---------------------------------------------------------------------------- |
| Команды    | Натали Ламбер Анджела Катроне Изабель Шаре Кристин Будриас Сильви Дэгль | Ким Со Хи Ким Юн Ми Чон Ли Гён Вон Хе Гён Ким Рян Хи | Барбара Бальдиссера Маринелла Канклини Катя Колтури Мара Урбани Катя Москони |